# Cyrestis doliones
Cyrestis doliones är en fjärilsart som beskrevs av Hans Fruhstorfer 1913. Cyrestis doliones ingår i släktet Cyrestis och familjen praktfjärilar. Inga underarter finns listade i Catalogue of Life.